# C-1 (輸送機)
川崎 C-1
C-1
- 用途：戦術空輸
- 分類：輸送機
- 設計者：東條輝雄、箕田芳朗など[1]
- 製造者：川崎重工業
- 運用者： 日本（航空自衛隊）
- 初飛行：1970年11月12日（XC-1）[1]
- 生産数：31機（試作機を含む）
- 運用開始：1973年4月（試験運用）[2]
- 退役：2025年3月14日
- 運用状況：運用終了
- ユニットコスト：29.4億円[3]-推定45億円
- 派生型：飛鳥（実験機）

C-1は、日本で開発された中型輸送機。開発は技術研究本部および日本航空機製造（日航製）、生産は川崎重工業（川重）が担当しており、初飛行は1970年（昭和45年）11月12日。試作機を含む31機が製造され、航空自衛隊の主力戦術輸送機として運用されたほか、一部はテストベッドや訓練用電子戦機に転用された。また航空宇宙技術研究所の実験機である飛鳥のベースともなった。
老朽化に伴って平成23年度より順次に用途廃止とされ、2025年3月14日に運用を終了した。後継機としてはC-2が国産開発され、2016年6月に量産初号機が航空自衛隊に引き渡された。

## 来歴

### 開発に至る経緯
航空自衛隊は、1955年1月にアメリカ合衆国からMDAPで供与されて以降、カーチスC-46A/Dを計47機保有し、輸送航空団の主力機となっていた。しかしC-46は、供与された時点で既にアメリカでの機体の生産が中止されており、部品供給などに支障をきたしていたほか、元来が旅客機であったために機体は低翼・尾輪式で、貨客搭載口も胴体側面に設けられており、車両や大型長形貨物の搭載・空中投下ができないなど、戦術輸送機としては不満が残っていた。このため、1956年頃から既にC-46の後継機についての予備的検討が開始されていたが、諸般の事情でこの時点では具体化しなかった。
1961年頃から検討が本格化し、1963年からは要求仕様の検討が着手された。完全新規開発のほか、当時開発を完了していたYS-11の改造型、開発中のPS-1、P2Vの改造型やアメリカ製のC-130の輸入も俎上に載せられていたものの、1966年11月16日の装備審査会議において新規開発と決し、その基本要目も決定された。この要目に基づき、昭和41年度より、日本航空機製造（日航製）による基本設計が開始された。

### 開発と生産の進展
昭和42年度から43年度で細部設計、43年度から試作が開始されており、試作機の製造および官側の領収までは日航製が主担当となって実施した。日航製が選ばれたのは、YS-11を製作した実績があり、その機能部品およびその他の関連部品を共用してコスト削減を図れること、また将来の民間機への改造可能性を視野に入れたことが理由であった。日航製は製造能力を持たないため、機体の製造は、三菱重工業、川崎重工業、富士重工業、新明和工業、日本飛行機の5社が分担生産していた。試作1号機（XC-1）の製造は1969年（昭和44年）夏から始まり、川重の岐阜工場で最終組み立てが行われ、1970年（昭和45年）8月にロールアウト、11月12日に初飛行した。
しかしながら試作機の開発・製造過程で、自社工場を持たない日航製の原価管理面での弱点が露呈し、各社分担による多額の赤字が発生、量産計画にまで影響を及ぼした。また日航製は設立立法によって民間機のみを製造するとなっていたため、しばらくしてこれを指摘されると、折りしも国会ではYS-11の赤字問題が追及されていたところで、野党議員によってXC-1も議題に上り、違法であるとの追及が巻き起こった。これらの事情により、量産は川重を主契約企業とすることとなり、1972年3月に先行量産契約（通算3・4号機）が締結された。

## 設計

### 基本構造
機体は軍用輸送機としては標準的な形態であり、高翼配置にT字尾翼、胴体のバルジ（膨らみ）に主脚を収容している。一方、この種の航空機としては他に類を見ないほどの短距離離着陸（STOL）性能を要求されたことから、従来から技術研究本部で行われていた研究成果を元に、前縁スラットと4段式フラップを組み合わせた高揚力装置を開発し、要求通りの性能を確保した。
貨物室は、J79エンジン容器を2個縦列に搭載できる長さと、58式105mm榴弾砲やその牽引用トラック、60式自走106mm無反動砲、3/4t救急車、コンプレッサ（自走式6立方メートル）のいずれをも搭載しうる断面を備えるものとされた。また貨物を積載する際に463L貨物パレットを使用するシステムを導入したことで、搭載卸下に必要なマンパワーの大幅な削減が可能になった。パレットの搭載のため、機内にはウインチ等積み卸し装置や貨物固着装置などが設置されており、最大でパレット3枚を搭載可能である。ハーフ・サイズのパレット（88×54インチ）の使用等も考えて、レール幅は88インチとされており、このレールとローラーコンベアは物料の空中投下の際にも使用される。貨物の積み込みや物料の空中投下のため、胴体の後方には下開きおよび左右開きの貨物扉（ランプ扉およびペタル扉）が設置されている。
貨物室は与圧されているため、そのまま人員を収容可能であり、通常人員なら60名、完全武装の空挺隊員ならば45名を着席させて輸送できる。なお空挺隊員は背嚢のほかに落下傘を背負い、また胸にも予備傘をつけるため、横幅より前後幅のほうが大きくなるという特性があり、貨物室長を決める際の重要事項となった。担架であれば36床を輸送できる。
なお塗装は、初期は全身銀色であったが、後に試作2号機を含めた量産機は迷彩色（緑と茶の濃淡）に塗り替えられ、全身銀色の塗装を残すのはC-1 FTBのみとなっている。また1983年（昭和58年）より、C-1 FTBとEC-1以外の機体は、胴体上部に夜間・悪天候時の編隊飛行や物資投下精度を向上させる編隊航法装置（Station Keeping Equipment, SKE）を設置している。

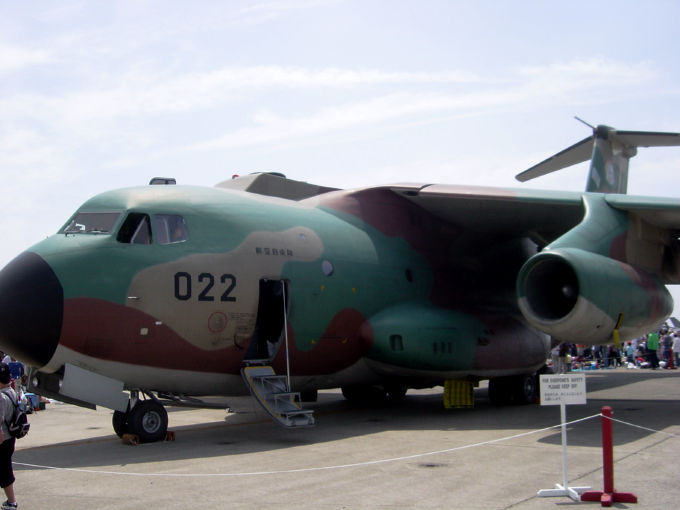
機首部の拡大像
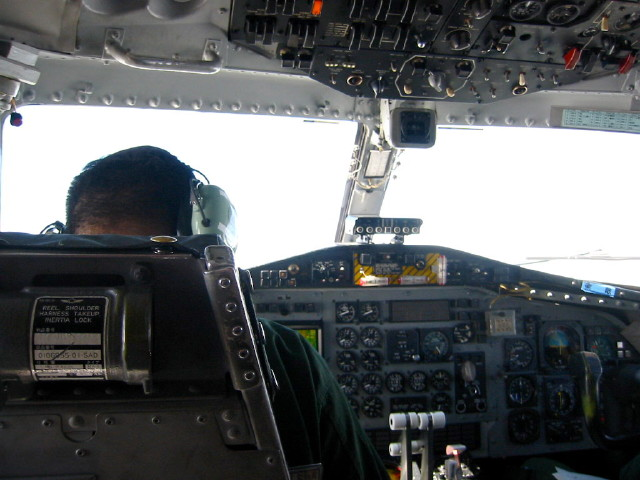
操縦席
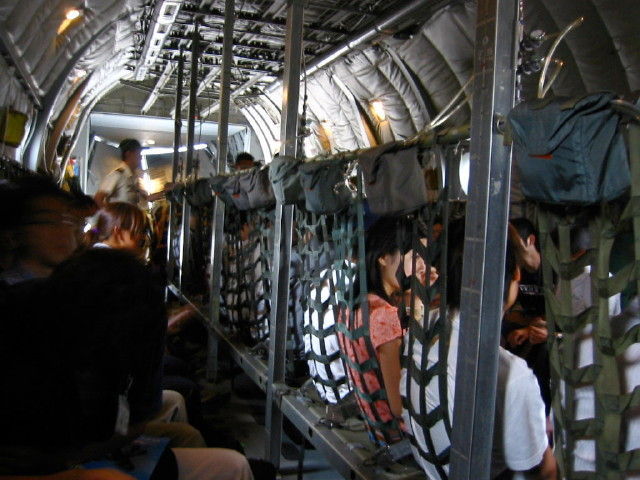
貨物室内に座席を設置した状態
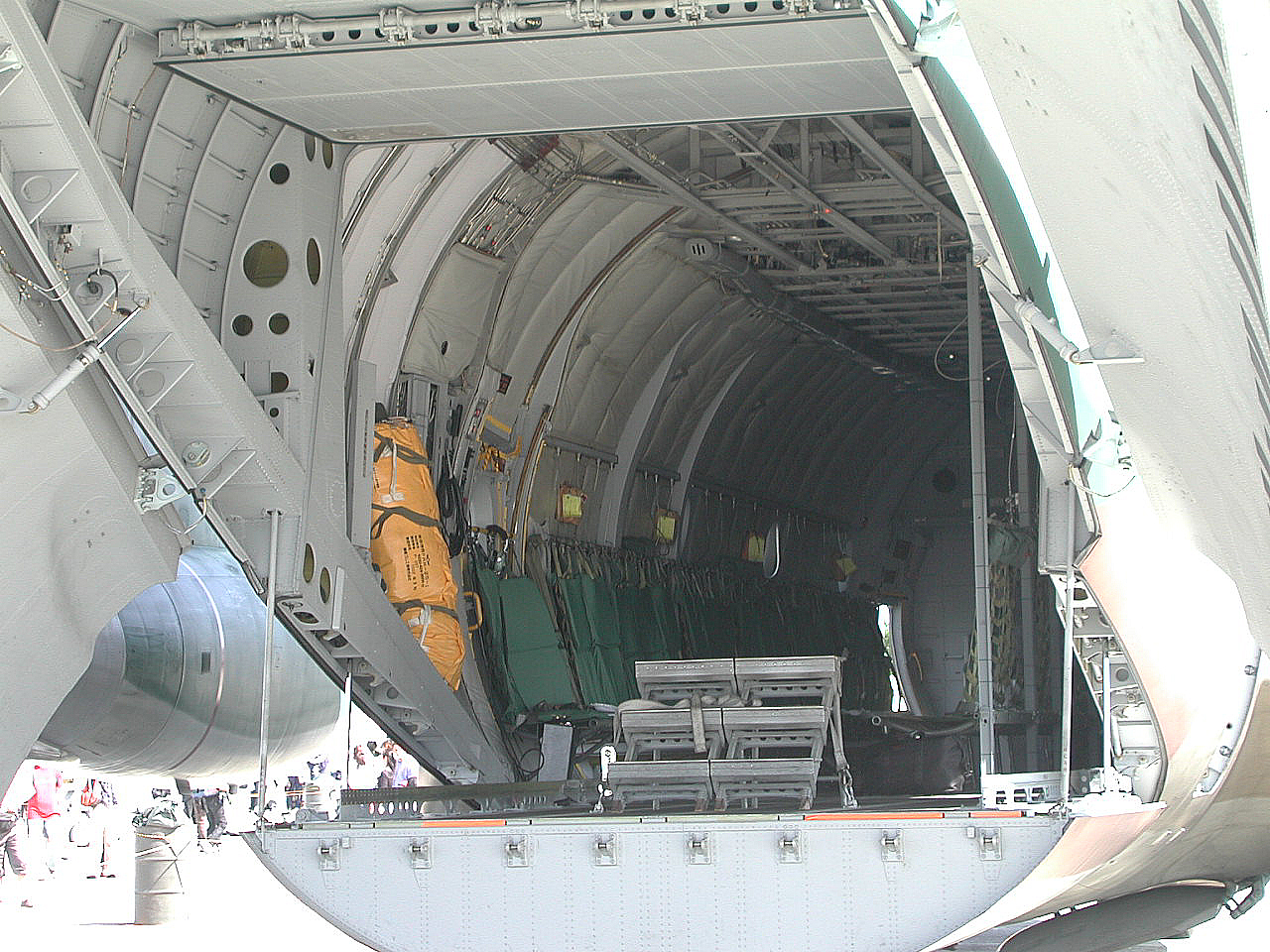
貨物扉を開いた機体後部
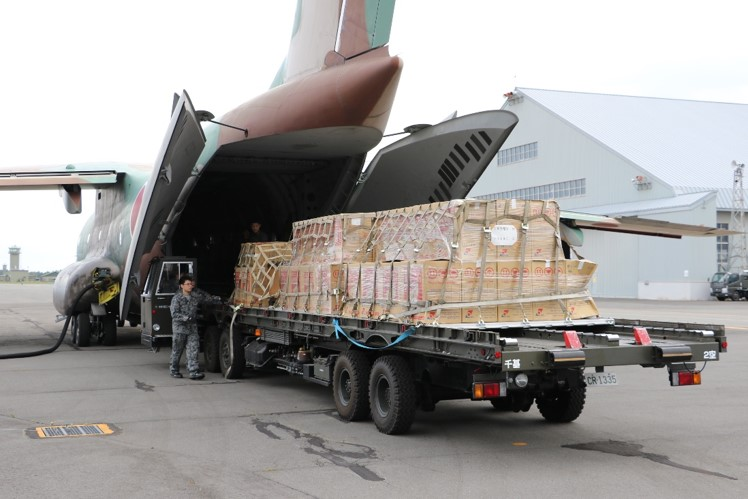
パレットを用いた物資の搭載
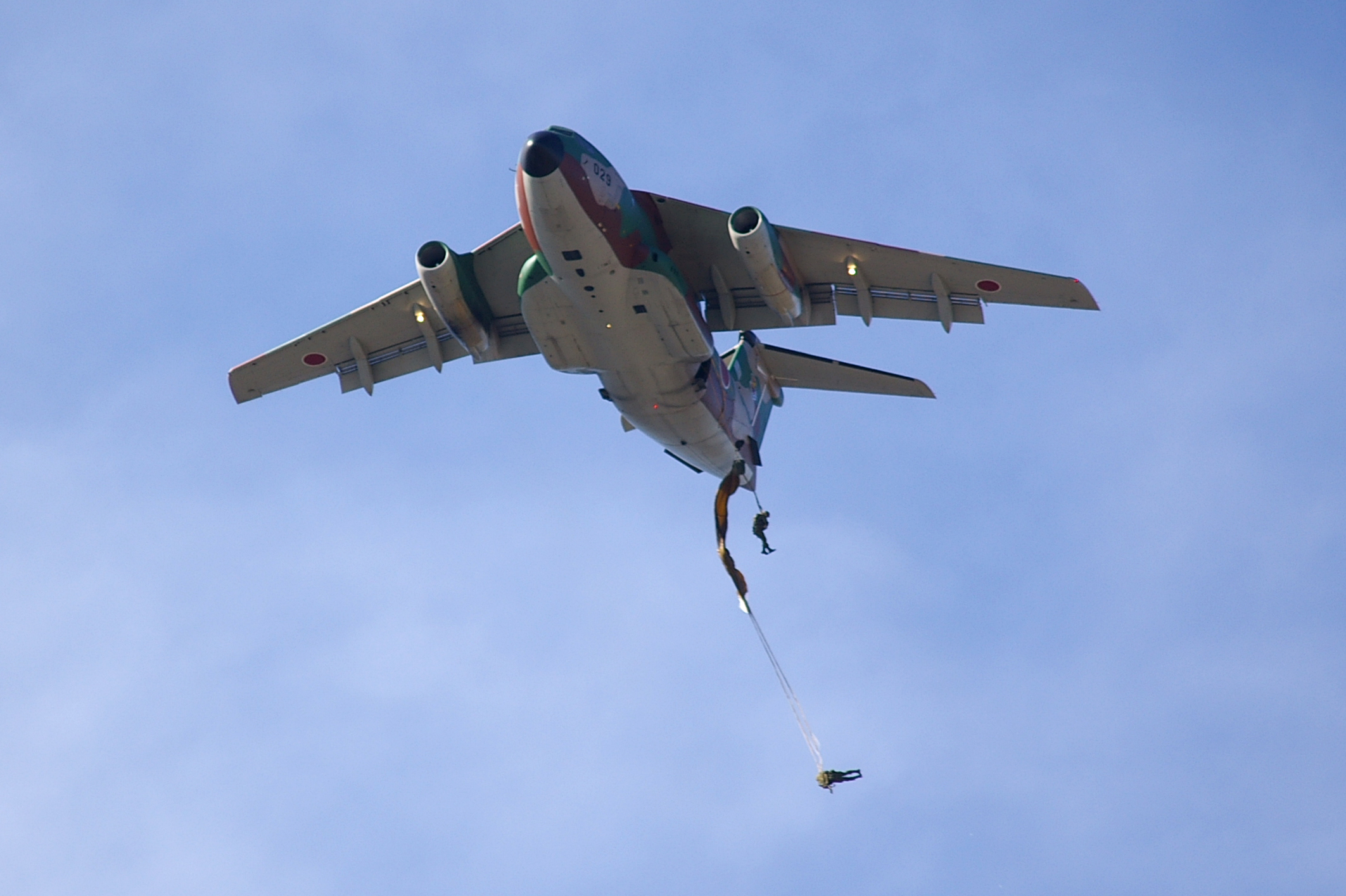
第1空挺団員を降下させるC-1

### 動力系統
ターボプロップエンジンは離着陸性能においては有利な点もあるものの、高速巡航性能と一発停止時の上昇限度の要求を満たすことができず、またプロペラ等を含めると整備性・信頼性にも劣ると考えられたことから、本機ではターボファンエンジンが採用されることになった。エンジンの構成については、双発にするか4発にするかの議論も含めて4案が検討されたが、結局、既にマクドネル・ダグラス DC-9などで採用されていたプラット・アンド・ホイットニー JT8D-9の双発構成が採用された。
ジェット化によって高速・高高度での運用が可能となり、C-46やYS-11による定期便では一泊を要した行程も日帰りでできるようになり、任務効率は飛躍的に向上した。ただし当時の政治状況から国内での活動にのみ絞った要求性能とせざるを得ず、C-X計画の開発予算が認められた昭和41年度の時点では、小笠原諸島や沖縄はまだアメリカ合衆国の施政権下にあり、国内運航対象外であったため、運航に必要な航続距離を2,200キロ以上とする要求はできなかった。
このため、後にこれらの地域の本土復帰が実現すると、国内基地間の空輸力の不足が問題となった。本機ではもともと、中央翼の桁間部分に増槽を組み込む余地が確保されていたことから、これを活用して燃料タンクを追加する改修が行われた。燃料容量は、標準は4,182ガロン（15,830リットル）であったが、中央翼増槽（1,250ガロン、4,732リットル）を設置した機体は5,432ガロン（20,562リットル）に増加した。しかしその後も、硫黄島航空基地や南鳥島航空基地への空輸の際には、島に保管された貴重な燃料を給油せざるを得なかった。

### 派生型
C-1から派生した機体としては、空中試験母機とされたC-1 FTB機（001号機）および電子訓練隊に所属する電子戦訓練機EC-1（021号機）がある。またこのほか、文部省航空宇宙技術研究所の研究機「飛鳥」も、本機の姉妹機である。
当初は、第4次防衛力整備計画においてフェーズドアレイレーダーを搭載した早期警戒機（AEW）や天候偵察機なども整備される予定だったが、第一次オイルショックなどによって4次防の装備調達計画は大幅な圧縮を余儀なくされ、これらの整備は実現しなかった。また五六中業では長距離中型輸送機の整備も検討されており、C-1のストレッチ型も俎上に載せられていたが、結局は対外有償軍事援助（FMS）によってC-130Hを購入した。

#### C-1 FTB

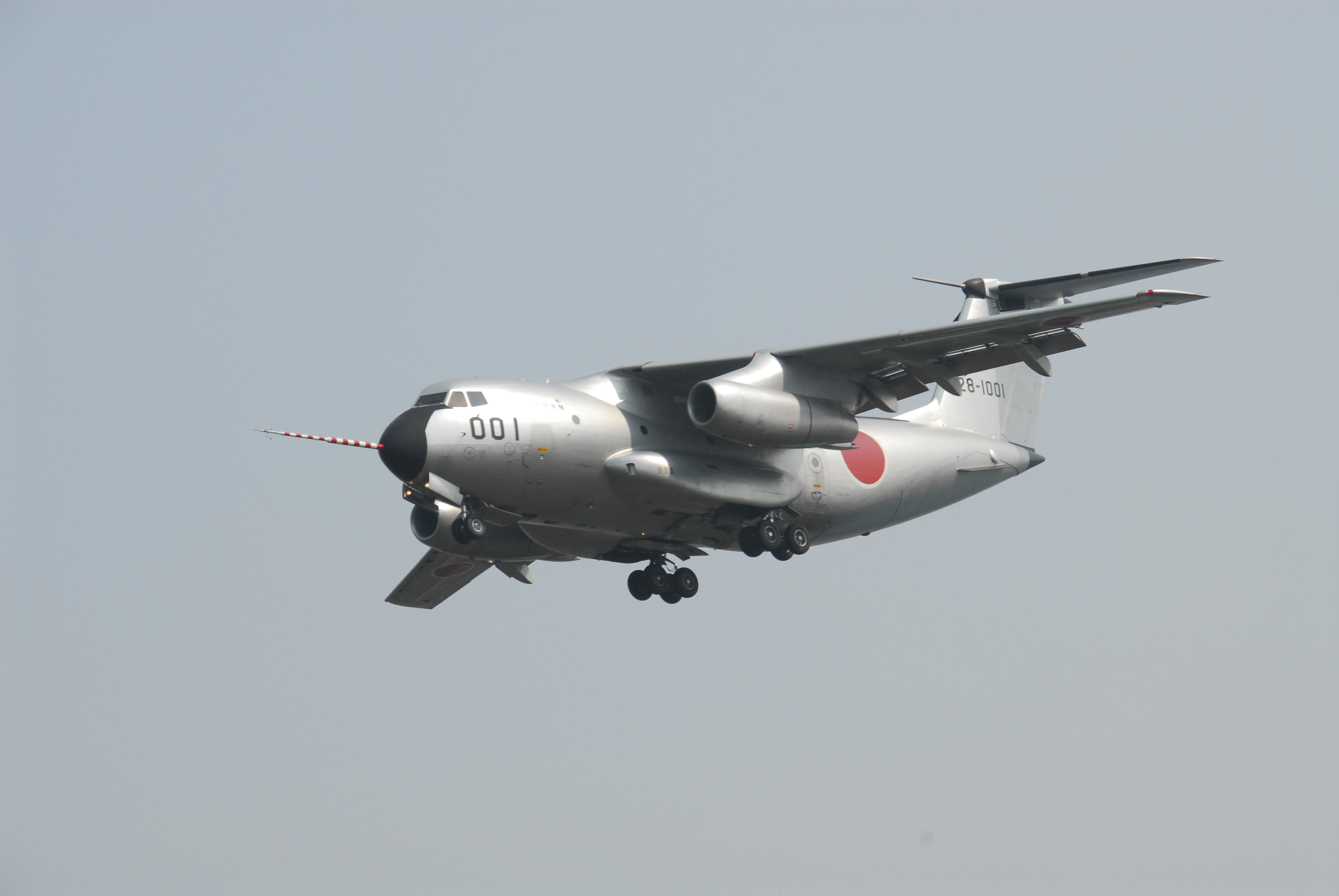
C-1 FTB

試作1号機（XC-1：#001）を1973年（昭和48年）の試験終了後にシステム・エンジン・装備品の飛行実験機（テストベッド）としたもの。FTBはフライング・テスト・ベッドの略。外観は初期の銀色塗装のままで、機首に装着された長い計測プローブが特徴（そのため、気象レーダーは装備されていない）。機内も実験飛行用に改修されている。
1979年（昭和54年）に開発を開始し、1981年2月に試作開始。1982年2月から12月にかけて実用試験を実施し、試験運用の後、1983年9月12日に部隊使用承認を取得。
当機を使用して、T-4中等練習機のF3、飛鳥のFJR710/600S、P-1哨戒機のXF7-10と言った各エンジンの空中試験が行われた（この時はテストエンジンを片翼に増設するので片翼だけがエンジン2基の3発機に見える）また、エンジンの他にもミサイル部品や機体装備品などの試験に使用されている。
飛行開発実験団（岐阜基地）に配備。1機のみ。スペック等は公開されていない。
2025年3月14日　運用終了。

#### EC-1
C-1量産機の021号機に妨害（ECM）用のJ/ALQ-5電波妨害装置（後にJ/ALQ-5改）を搭載して、空自の航空電子戦要員の育成のためのECM訓練用電子戦機に改造した機体。
機首と胴体後部に大型のアンテナフェアリング、胴体側面にも左右2つずつに小型アンテナフェアリングを設置し、周囲に対して妨害電波を発信する。胴体の前方下部にチャフポッドを設置することも可能である。
1978年（昭和53年）にECM装置の基本設計を開始、1979年10月7日より試作に着手。1980年11月13日にC-1に装置を装着するための設計を開始、1985年4月から1986年3月31日にかけて実用試験を実施し、同年6月27日に部隊使用承認を取得。 
J/ALQ-5の能力向上のための開発が2002年（平成14年）度から2009年（平成21年）度までに行われ、2011年（平成23年）度からJ/ALQ-5改の運用が開始された。
航空戦術教導団電子作戦群（入間基地）に配備。1機のみ。スペック等は公開されていない。
2025年3月13日　運用終了。

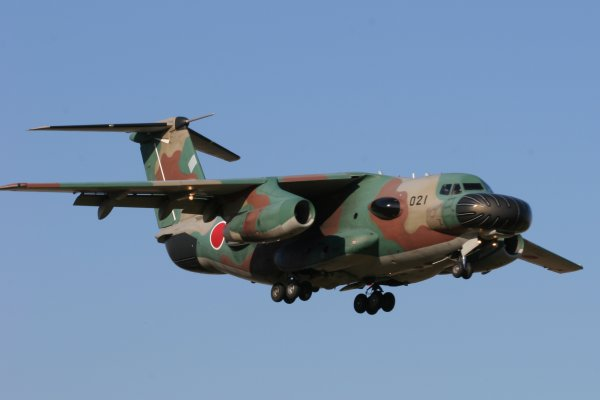
EC-1
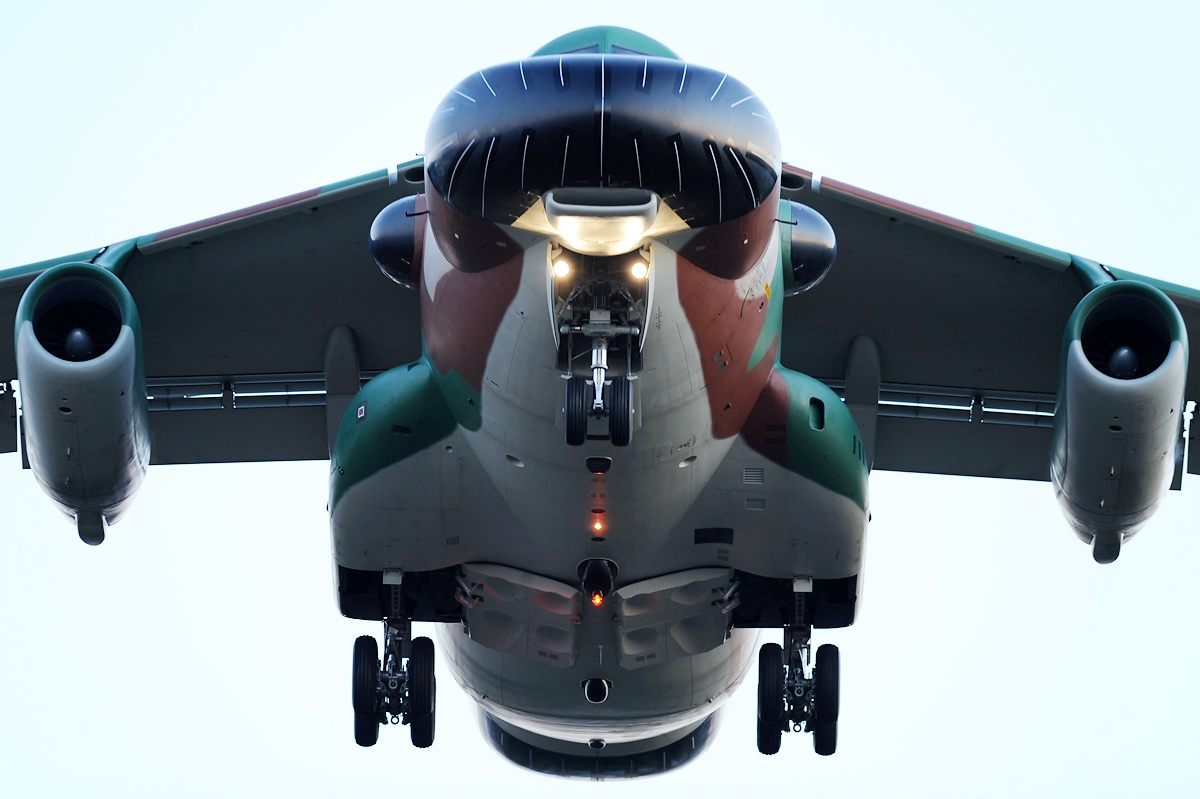
正面から見たEC-1

#### 早期警戒機
第3次防衛力整備計画において、防衛庁は、レーダーサイトの死角となる低高度覆域を補完するための早期警戒機（AEW機）の導入を計画し、候補機種としては、アメリカ海軍が運用中のE-2の導入案、PXS（後のPS-1）を母機に開発する案、そして本機を母機に開発する案などが俎上に載せられていた。この時点ではE-2の対日リリースは不可能とされていたことから、結局、3次防では「レーダー搭載警戒機の研究開発を行う」こととなった。その後、技本を中心とする検討の結果、1968年には「国産可能」との結論が空幕に報告されたが、同年秋、米国より、E-2完成機のリリースが可能との連絡がもたらされた。1970年7月には米国・英国に空自調査団が派遣される一方、技本では独自にAEW機の国内開発の可能性についての研究が継続された。
これらの成果を踏まえて、防衛庁は諸外国からのAEW機導入については信頼度が不確実と判断し、1971年4月1日、AEW機の国内開発の方針を発表した。これはC-1をベースにフェーズドアレイレーダーを搭載する計画であったが、肝心のレーダーに関しては、当時の日本企業に自主開発は困難との見方が強く、アメリカのヒューズ社製のレーダーを川重機 (C-1) に搭載することを検討していた。川重とヒューズ社の試算では、導入数15機で1機あたり60億円程度と試算していた。一方、国内開発機の計画も放棄されたわけではなく、技術研究本部で開発中のアクティブ・フェーズドアレイ・アンテナを用いたレーダーが検討されていた。
しかし日本にとってAEW機は未経験の分野であることから、これを国内開発するにはコスト面の懸念があったほか、空幕では、国内開発を待っていてはレーダー盲域という重大問題の解決が遅れることを懸念しており、少数機の先行導入を主張していた。この結果、まずE-2Cを7機導入したのち、次々期防（昭和57－61年度）でこれと同レベルの国産機を装備するという折衷案で合意され、上申された。しかし1972年10月9日に閣議決定された4次防では「早期警戒機能向上のための電子機器等の研究開発を行う」とされ、必ずしもAEW機の国産化が基本方針ではなくなった。また同日の国防会議議員懇談会では「早期警戒機等の国産化問題は白紙とし、今後輸入を含め、この種の高度の技術的判断を要する問題については、国防会議事務局に専門家会議を設ける等により慎重に検討する」ことが了解された。同専門家会議では1年半に渡る検討を経て、1974年12月27日、「国産化を前提とする研究開発に着手することは見送ることとするのが適当である」との結論に至った。これを受けて本機をもとにしたAEW機の案も放棄され、外国機導入の方針で検討が進められることになり、結局はE-2CのFMS調達となった。

#### 機雷敷設機
C-1を改造した機雷敷設機の導入が、4次防に盛り込まれていたとも報じられた。その後、五三中業において海上自衛隊がC-130H敷設機6機の整備を計画したものの実現せず、必要に応じて航空自衛隊のC-130Hに所定の装備を搭載して敷設機として使用することとなった。

### 諸元・性能
出典: JASDF. “主要装備 - JASDF 航空自衛隊”. 2011年12月26日閲覧。,  Taylor (1976). Jane's All The World's Aircraft 1976-77. Jane's Information Group. pp. 124-125
諸元
- 乗員: 5名
- 定員: 兵員60名 / 空挺部隊45名
- ペイロード: 　
  - 標準: 8.1 t (18,000 lb)[10]
  - 最大: 11.9 t (26,000 lb)[9]
- 全長: 29.0 m (95 ft 2 in)
- 全高: 9.99 m (32 ft 9 in)
- 翼幅: 30.6 m (100 ft 5 in)
- 翼面積: 120.5 m2 (1,297 sq ft)
- 貨物室: L10.8×W2.7×H2.55m[10]
- 翼型: 高翼機
- 空虚重量: 23,320 kg (51,410 lb)
- 運用時重量: 24,100 kg (53,100 lb)[10]
- 基本離陸重量: 38,700 kg (85,300 lb)[10][21]
- 最大離陸重量: 45,000 kg (99,000 lb)[2][10]
- 動力: P&W JT8D 軸流式ターボファンエンジン、64.5kN （14,500lbf）  × 2

性能
- 最大速度: 830 km/h (450 kn)(M0.76)
- 巡航速度: 650 km/h (350 kn)(M0.68)
- 航続距離: 　
  - 空荷時:2,400 km (1,300 nmi)
  - 積載重量6.5t時: 2,185 km (1,180 nmi)
  - 積載重量8t時: 1,500 km (810 nmi)
- 実用上昇限度: 11,600 m (38,100 ft)
- 離陸滑走距離: 最短460 m (1,510 ft)
- 着陸滑走距離: 最短600 m (2,000 ft)

|                  | C-1                                                  | G.222                                    | C-27J                                                      | C-295                                                         | An-26                               | An-72                                   |
| ---------------- | ---------------------------------------------------- | ---------------------------------------- | ---------------------------------------------------------- | ------------------------------------------------------------- | ----------------------------------- | --------------------------------------- |
| 画像             |                                                      |                                          |                                                            |                                                               |                                     |                                         |
| 乗員             | 5名                                                  | 4名                                      | 3名                                                        | 2名                                                           | 5名                                 | 3 - 5名                                 |
| 全長             | 29.0 m                                               | 22.7 m                                   | 22.7 m                                                     | 24.50 m                                                       | 23.80 m                             | 28.07 m                                 |
| 全幅             | 30.6 m                                               | 28.7 m                                   | 28.7 m                                                     | 25.81 m                                                       | 29.20 m                             | 31.89 m                                 |
| 全高             | 9.99 m                                               | 9.8 m                                    | 9.8 m                                                      | 8.60 m                                                        | 8.58 m                              | 8.65 m                                  |
| 空虚重量         | 23,320 kg                                            | 14,590 kg                                | 17,000 kg                                                  | 11,000 kg                                                     | 15,200 kg                           | 19,050 kg                               |
| 最大離陸重量     | 45,000 kg                                            | 28,000 kg                                | 30,500 kg                                                  | 23,200 kg                                                     | 24,000 kg                           | 34,500 kg                               |
| 最大積載量       | 11,900 kg                                            | 9,000 kg                                 | 11,500 kg                                                  | 9,250 kg                                                      | 5,500 kg                            | 10,000 kg                               |
| 発動機           | P&W JT8D ×2                                          | GE T64-GE-P4D ×2                         | RR AE 2100-D2A ×2                                          | P&Wカナダ PW127G ×2                                           | プログレス AI-24VT ×2               | プログレス D-36 ×2                      |
| 発動機           | ターボファン                                         | ターボプロップ                           | ターボプロップ                                             | ターボプロップ                                                | ターボプロップ                      | ターボファン                            |
| 巡航速度         | 650 km/h                                             | 439 km/h                                 | 583 km/h                                                   | 480 km/h                                                      | 440 km/h                            | 600 km/h                                |
| 航続距離         | - 0 t / 2,400 km - 6.5 t / 2,185 km - 8 t / 1,500 km | - フェリー時 / 4,633 km - 9 t / 1,371 km | - フェリー時 / 5,926 km - 6 t / 4,260 km - 11 t / 1,852 km | - フェリー時 / 5,220 km - 4.5 t / 4,300 km - 9.2 t / 1,445 km | - 0 t / 2,550 km - 5.5 t / 1,100 km | - フェリー時 / 4,800 km - 10 t / 800 km |
| 最短離陸滑走距離 | 460 m                                                | 662 m                                    | 580 m                                                      | 670 m                                                         | 1,240 m                             | 400 m                                   |
| 初飛行           | 1970年                                               | 1970年                                   | 1999年                                                     | 1997年                                                        | 1969年                              | 1977年                                  |
| 運用状況         | 退役                                                 | 現役                                     | 現役                                                       | 現役                                                          | 現役                                | 現役                                    |

## 運用史

### 試験と部隊配備
試作1号機は1971年2月24日、また3月には2号機も空自へ引き渡され、岐阜基地の実験航空隊（当時）で各種試験に供された。試験項目は飛行性能・特性から構造強度、系統機能、動力・電気・電子の各装置、空輸・空挺・空投など11区分・約100項目に及んだ。試験終了後、1973年4月より試験運用が開始された。
輸送航空団におけるC-1要員の教育のため、1973年4月には入間航空隊にC-1計画班およびC-1整備教育班が新設され、第402飛行隊がC-46DおよびYS-11による空輸任務を遂行しながらC-1飛行教育を行った。なおC-46Dは1969年7月には定期運航を終了していたが、C-Xの実用化には時間がかかると見込まれたことから、それまでのつなぎとして1965年3月の時点でYS-11も導入したものであり、第3次防衛力整備計画では更に貨客型を約10機追加装備することになった。しかし同機は基本的に旅客機として設計されているため空挺降投下等に対応できず、これらの任務には、厳しい運用制限を課しつつC-46Dを使用し続けざるを得なかったことから、C-Xの早期装備が渇望されていた。これに応えて、1975年4月からはC-1による定期運航が、また1976年2月からは正規運用が開始された。

### 整備計画の変遷
3次防では試作機（XC-1）2機とともに先行量産機2機の調達も盛り込まれていたほか、続く第4次防衛力整備計画では30機の整備が予定されていたが、上記の経緯により4次防の調達計画はかなりの圧縮を強いられた。C-1は生産機数が少ないこともあって単価が割高になることを避けられず、4次防では24機の予算化となった。この価格高騰を受けて、財務当局からはC-1の調達を早期終了しC-130の輸入に切り替えることも提案されたが、この時点では空自主要滑走路のほとんどがC-130の正規運用に耐えるだけの強度を持たなかったために見送られた。
これによって遅れは生じたものの、五三中業によって36機（3個飛行隊分）の整備という構想は達成できる予定であった。しかし続く五六中業で検討されていた長距離中型輸送機の整備の実現が危ぶまれていたことから、1個飛行隊分をC-130HのFMS購入に振り替えることとした。これによって製造は通算31機（試作2機、量産29機）で打ち切られることとなり、1980年（昭和55年）3月に最終契約、1981年（昭和56年）10月に最終号機が納入され、C-1の生産は終了した。

### 運用と用途廃止
本来業務として、空自基地間を結ぶ定期・不定期の貨物輸送と、第1空挺団の空挺降下などの戦術訓練・支援を行っている。人員輸送は主任務ではないが、空自高級幹部や基地間相互の隊員移動に用いられることもある。また、2002年（平成14年）7月から2007年10月末まで、テロ特措法に基づくアメリカ軍への輸送支援のため、402・403飛行隊のC-1が日本国内の在日米軍横田基地・岩国基地・嘉手納基地間で運用された。2016年5月27日のバラク・オバマの広島訪問の際、首相の安倍晋三が中部国際空港から岩国基地までの移動に使用した。通常、閣僚級が自衛隊機を使用する場合は政府専用機かU-4を用いるが、現職の内閣総理大臣が移動に戦術輸送機を使用したのは極めてまれなケースである。
このように空自輸送機部隊の主力を担ってきたC-1も、老朽化が進んだことから、平成23年度より用途廃止が始まった。令和3年度末（2022年3月）時点の保有数は7機となっている。後継機については08中期防で検討が着手されており、2001年（平成13年）から国内開発が始まった。これによって開発されたC-X次期輸送機ではC-130Hを上回る航続距離と積載量を目指し、2010年（平成22年）1月26日に初飛行に成功したが、配備予定は遅れていた。2016年6月30日、川崎重工岐阜工場において量産初号機が防衛省に納入され、同年度末の2017年3月27日には同省が「C-2輸送機」の開発完了を発表、翌日付で美保基地の第403飛行隊に配備され、同月30日には記念式典が開催された。2018年（平成30年）には第403飛行隊へのC-2配備が進んだことを受け、同隊はC-1の運用を終了し、保有機材は第402飛行隊へと移管された。
2024年10月15日現在、残るは入間基地の402飛行隊の2号機、30号機、31号機と電子作戦群の21号機(EC-1)、そして岐阜基地の航空開発実験団の試作1号機(銀塗装)の5機となる。同年の入間基地航空祭(11月3日)で残りの4機に見守られながら最終号機の31号機が引退、岐阜基地航空祭(11月17日)では試作1号機が最後の参加となり、C-1は2024年度内で全機引退すると発表された。
2025年3月12日に入間基地の30号機が展示のため浜松基地に向けラストフライト、同年3月13日に同じく入間基地の21号機(EC-1)のラストフライト、同年3月14日に入間基地の特別塗装された2号機がラストフライト、同日に岐阜基地で試作1号機のラストフライトが行われ、消防車の放水で出迎えられ、C-1は完全引退。半世紀以上の歴史に幕を下ろした。

### 配備基地
- 岐阜基地：飛行開発実験団
- 入間基地：第2輸送航空隊 - 第402飛行隊

### 機体の喪失・廃棄となった事故
- 1983年（昭和58年）4月19日、58-1009と68-1015の2機が濃霧による視界不良の為、三重県鳥羽市沖の菅島に続けて墜落。合計14名死亡。

詳細は、菅島事故を参照。
- 1986年（昭和61年）2月18日、58-1010が入間基地内で事故が発生し機体廃棄。
- 2000年（平成12年）6月28日、88-1027が隠岐近海で失速特性の飛行試験中に失速し墜落。乗員5名死亡。

詳細は、C-1隠岐諸島沖墜落事故を参照。

## 登場作品

### 映画・テレビドラマ
『空飛ぶ広報室』
第2話・第8話・第9話に第2輸送航空隊所属のC-1が登場。第8話では、入間基地から搭乗した主人公たちを北海道まで輸送する。
撮影には、航空自衛隊の全面協力で実機が使用されている。
『日本沈没』シリーズ
『日本沈没』（2006年版）
入間基地所属などのC-1が登場。日本列島が地殻変動によって沈没することを受け、国外へ脱出する避難民を入間基地と調布飛行場で収容し発進していく。
撮影には、航空自衛隊の全面協力で実機が使用されている。
『日本沈没-希望のひと-』
第9話に登場。日本沈没が迫る中で避難民の輸送に用いられており、主人公ら政府関係者を沈没が遅れる北海道に退避させるべく、関東沈没の直前に入間基地より離陸し北海道へと向かう。
撮影には、航空自衛隊の協力によって実機が使用されている。
『百獣戦隊ガオレンジャー』
第51話に登場。鷲尾岳らテスト生たちの降下訓練の際に使用される。
実機の映像が用いられている。
『惑星大戦争』
宇宙防衛軍の輸送機としてC-1が登場。基地内に駐機している。
撮影には、塗装が銀色な初期の入間基地所属機が使用されている。
『キャスター』
第1話と第8話で「航空自衛隊のC-1輸送機が山中に墜落」と台詞と新聞記事で登場する。

### アニメ
『BTOOOM!』
『紺碧の艦隊』
OVA版終盤に1パイロンにエンジン2基を搭載した4発機として登場。
『終末トレインどこへいく?』
第4話と第5話に登場。稲荷山公園駅付近の航空自衛隊基地に配備されていた機体で、異変によって街や基地、人員ともども異常に小さくなってしまっている。ガンシップに改造されており、稲荷山公園にやってきた静留と玲実を攻撃しつつ、空挺隊員を降下させる。しかし、街の外から来た静留と玲実には砲弾が小さすぎたため、ほぼ効かなかった。その後基地に襲撃してきた玲実を迎撃するが、飛び上がった玲実により電柱を主翼へと叩きつけたれたことで基地内に不時着し、無力化された。
『ひそねとまそたん』
『やわらか戦車』

### 小説
『C-blossom case729』
『ゲート 自衛隊 彼の地にて、斯く戦えり』
異世界へ派遣された自衛隊の装備として登場。異世界への入り口である門（ゲート）が銀座のど真ん中にあることから、一旦機体を分解し、再度異世界で組み立てて飛行させた。派遣されたのは、万が一放棄しても惜しくないからと、GPSなどの支援がなくても運用に支障が少ないからとの判断からである。
アニメ版では第23話「空挺降下」に登場。救出作戦のため、第1空挺団を帝都上空まで輸送し、降下させる。
『宣戦布告』
福井県に侵入した北朝鮮特殊部隊に対処するために派遣される警視庁のSATを、石川県小松空港まで輸送する。
『タイムスリップ大戦争』
国防軍の輸送機として登場。19××年（昭和5×年）の日本列島が約30年前の1941年にタイムスリップした中、アメリカなどとの間で戦争が勃発したことを受けて量産が前倒しされ、200機以上が生産されている。さらに機内と機外に燃料タンクを増設して航続距離を増強し、爆撃機に改造した「B1」も登場している。
『日本国召喚』
第6巻にECM訓練用のEC-1が登場。ECM装置J/ALQ-5改に訓練用で設けていたリミッターを取り外し、自衛隊が電子戦機として運用する。

『ラブコメ今昔』
有川浩の短編小説集。収録作の一作「青い衝撃」に入間基地所属機が登場。松島基地での航空祭に参加している。

### ゲーム
『エースコンバット7』
オーシア国防空軍の輸送機、エルジア王国空軍の輸送機、EASAの連絡機、エルジア王国王女ローザ・コゼット・ド・エルーゼの専用機として登場。最後者は、劇中終盤にてエルジア反乱軍の攻撃を受け、タイラー島に不時着している。
『エアロダンシングシリーズ』
エアロダンシング i以降の作品に登場。
『大戦略シリーズ』